# Суперкубок Сан-Марино з футболу 2000
Суперкубок Сан-Марино з футболу 2000 — 15-й розіграш турніру, який в той час мав назву Трофео Федерале. Переможцем вдруге став Фольгоре Фальчано.

## Учасники
- Чемпіонат Сан-Марино:
  - Чемпіон: Фольгоре Фальчано
  - Срібний призер: Доманьяно
  - Бронзовий призер: Віртус
- Кубок Сан-Марино:
  - Володар: Тре Пенне

## Півфінали
| Команда 1         | Рахунок | Команда 2 |
| ----------------- | ------- | --------- |
| Фольгоре Фальчано | 3:1     | Віртус    |
| Тре Пенне         | 3:0     | Доманьяно |

## Фінал
| Команда 1         | Рахунок | Команда 2 |
| ----------------- | ------- | --------- |
| Фольгоре Фальчано | 2:1     | Тре Пенне |